# Madame Mystery
Madame Mystery è un cortometraggio del 1926 diretto da Richard Wallace e Stan Laurel con Theda Bara nei panni di Madame Mysterieux.
Prodotto da Hal Roach Studios, venne distribuito attraverso la Pathé Exchange e uscì nelle sale il 12 marzo 1926.

## Trama
Madame Mysterieux è incaricata dal Governo di trasportare dall'Europa a New York un nuovo esplosivo a base di nitrato di elio. Sulla nave che la trasporta in America, due agenti segreti di un paese nemico la sorvegliano per impadronirsi dell'esplosivo: uno di loro, dopo averlo sottratto, lo nasconde nella bocca ma egli, a causa della reazione provocata dall'elio, inizia a gonfiarsi come un pallone e a volteggiare nell'aria. Un pellicano, col suo becco, lo fa esplodere e precipitare in mare.

## Produzione
Le riprese del film furono effettuate dal dicembre 1925 al gennaio 1926. Il film fu prodotto dagli Hal Roach Studios, Incorporated.

## Distribuzione
Distribuito dalla  Pathé Exchange, Incorporated [Pathécomedy], il film uscì nelle sale il 12 gennaio 1926.

### Data di uscita
- USA  12 marzo 1926
- USA  2005   DVD